# Джиро ди Ломбардия U23 2024
96-й выпуск  Гран-при Каподарко — шоссейной однодневной велогонки по дорогам в Италии. Гонка прошла 5 октября 2024 года в рамках Европейского тура UCI 2024 (категория 1.2U). Победу одержал французский велогонщик Бриё Роллан.

## Участники
На участие в гонке заявлено 33 команды.
| UCI Continental Teams (20)- Soudal Quick-Step Devo Team - Team Visma \| Lease a Bike Development - Lotto Dstny Development Team - UAE Team Emirates Gen Z - MBH Bank Colpack Ballan - Lidl-Trek Future Racing - Biesse-Carrera - Q36.5 Continental Cycling Team - Équipe continentale Groupama-FDJ - Arkéa-B&B Hôtels Continentale - Bingoal WB Devo Team - ColoQuick - Team Technipes #inEmiliaRomagna - General Store-Essegibi-F.Lli Curia - Tirol KTM Cycling Team - Team Skyline - UM Tools Caffè Mokambo - Lotto Kern-Haus PSD Bank - Rime Drali - UC Monaco Национальная сборная- Швейцария Любительские, клубные или региональные команды (12)- U.C. Trevigiani Energiapura Marchiol - Kujawy Pomorze Cycling Team - NIPPO-EF-Martigues - MaxSolar Cycling Team - Ukraine Cycling Academy - Basso Team Flanders - Holdsworth Zappi RT - GS Sissio Team - Velo Club Mendrisio - Namedsport-MI Impianti - SC Valle Seriana-Cene ASD - ONEC Team |
| |

## Маршрут
Дистанция гонки составила 170,6 километра.

## Ход гонки
157 велогонщиков отправились из Оджионо, чтобы преодолеть 4 круга по холмистой трассе, а затем направиться к Гизалло, Вилле Вергано, Колле Брианца и Марконага ди Элло — последней неровной точке дня, всего в 6 км от финиша. На начальных этапах были заметны попытки небольших отрывов, среди которых выделялись австриец Путц из Tirol KTM Cycling Team и швейцарец Касагранде из Velo Club Mendrisio. Максимальное преимущество составляло около 30 секунд. Во время третьего прохождения финишной черты Белохвостикс из UC Monaco предпринял попытку оторваться, но группа не позволила ему этого сделать, сохраняя компактность в течение нескольких километров. Ситуация изменилась на последнем из четырех кругов трассы, когда четырнадцать гонщиков пошли в атаку. Примерно через двадцать секунд за ними последовала вторая группа из семнадцати человек, включая чемпиона Италии Замперини. В это время первая группа лидировала с отрывом в 45 секунд. Поднимаясь к Мадонне дель Гизалло (со стороны Белладжио), норвежец Свестад Бардсенг из Аркеа в одиночку преодолел расстояние. За ним гнались восемь гонщиков: Савино из Soudal Quick Step, Амброзини из MBHBank Colpack Ballan CSB, эритреец Zeray из Q36.5 Continental, голландец Ван Беккум из Visma Lease a Bike, бельгиец Сервранкс из Soudal, француз Ролланд из Groupama FDJ, словенец Гливар из UAE Emirates Gen Z и швейцарец Аеберсолд из Lidl Trek Future Racing. На подъеме Равеллино Роллан, Свестад Бардсенг, Гливар и Савино начали спринт, к которому позже присоединился Зерай. Решающее действие произошло на подъеме к Марконага ди Элло, где взлетели Роллан и Гливар. Однако Савино не был там, и на последнем километре он вернулся в лидеры. Спринт завершился победой француза Роллана над Савино и Гливаром по результатам фотофиниша.

## Результаты
| \| Генеральная классификация \| Генеральная классификация \| Генеральная классификация \| Генеральная классификация \| Генеральная классификация \| \| Гонщик \| Гонщик \| Команда \| Время \| \| \| ------------------------- \| ------------------------- \| -------------------------------- \| ------------------------- \| ------------------------- \| \| 1-й \| Бриё Роллан \| Équipe continentale Groupama-FDJ \| 3ч 51' 57 \| \| \| 2-й \| Федерико Савино \| Soudal Quick-Step Devo Team \| + 0 \| \| \| 3-й \| Гал Гливар \| UAE Team Emirates Gen Z \| + 2 \| \| |                 |                                  |           |
| |                 |                                  |           |
| |                 |                                  |           |
| Генеральная классификация |                 |                                  |           |
| Гонщик | Гонщик          | Команда                          | Время     |
| 1-й | Бриё Роллан     | Équipe continentale Groupama-FDJ | 3ч 51' 57 |
| 2-й | Федерико Савино | Soudal Quick-Step Devo Team      | + 0       |
| 3-й | Гал Гливар      | UAE Team Emirates Gen Z          | + 2       |